# Амфитеатър на Статилий Тавър
Амфитеатърът на Статилий Тавър (на латински: Amphitheatrum Statilii Tauri) e първият каменен амфитеатър в Древен Рим, открит по времето на император Август.
През 29 пр.н.е. година Тит Статилий Тавър издига на Марсово поле в Рим един каменен амфитеатър, наречен „Амфитеатър на Статилий Тавър“.
Театърът изгаря при големия пожар в Рим от 19 до 26 юли 64 г. по времето на император Нерон. Нерон издига на неговото място дървен амфитеатър. През 72 г. император Веспасиан строи нов амфитеатър Amphitheatrum Flavium, днес известен с името Колизеум.